# Discografia de ASTRO
A discografia do grupo sul-coreano ASTRO (em coreano: 아스트로) consiste em cinco extended plays (EP) coreanos e seis singles. Formado pela Fantagio em 2015, o grupo estreou em fevereiro de 2016 com o lançamento do extended play (EP) intitulado Spring Up, que alcançou a quarta posição na Gaon Album Chart e a sexta posição na Billboard's World Albums Chart
O grupo é composto por seis integrantes: MJ, Jinjin, Cha Eunwoo, Moonbin, Rocky e Sanha.

## Álbuns

### Extended play(EP)
| Spring Up | - Lançamento: 23 de fevereiro de 2016 - Gravadora: Fantagio Music, Interpark INT - Formato(s): CD, download digital | 4 | 6  | —  | 6 | : 26,712+              |
| Summer Vibes | - Lançamento: 01 de julho de 2016 - Gravadora: Fantagio Music, Interpark INT - Formato(s): CD, download digital     | 2 | 6  | —  | 8 | : 30,895+              |
| Autumn Story | - Lançamento: 10 de novembro de 2016 - Gravadora: Fantagio Music, Interpark INT - Formato(s): CD, download digital  | 6 | 15 | —  | 3 | : 64,393+              |
| Winter Dream | - Lançamento: 22 de fevereiro de 2017 - Gravadora: Fantagio Music, Interpark INT - Formato(s): CD, download digital | 2 | —  | 67 | 5 | - : 23,201+ - : 1,202+ |
| Dream Part.01 | - Lançamento: 29 de maio de 2017 - Gravadora: Fantagio Music, Interpark INT - Formato(s): CD, download digital      | 1 | 6  | 34 | 1 | - : 85,746+ - : 9,932+ |
| Dream Part.02 | - Lançamento: 01 de novembro de 2017 - Gravadora: Fantagio Music, Interpark INT - Formato(s): CD, download digital  | 2 | 5  | 40 | 5 | - : 56,984+ - : 2,934+ |
| "—" significa que não foi encontrado informações ou não foi lançado em tal região. *Posições nas paradas de Taiwan são derivadas da Five Music Album Charts | |   |    |    |   |                        |

## Singles
| "Hide&Seek" (숨바꼭질)                                                             | 2016 | —  | Spring Up     |
| "Cat's Eye" (장화 신은 고양이)                                                     | 2016 | —  | Spring Up     |
| "Breathless" (솜가빠)                                                              | 2016 | 21 | Summer Vibes  |
| "Confession" (고백)                                                                | 2016 | —  | Autumn Story  |
| "Again" (붙잡았어야 해)                                                            | 2017 | —  | Winter Dream  |
| "Baby"                                                                             | 2017 | 24 | Dream Part.01 |
| "Crazy Sexy Cool" (니가 불어와)                                                    | 2017 | 11 | Dream Part.02 |
| "—" significa que não foi encontrado informações ou não foi lançado em tal região. |      |    |               |

## Videografia

### Vídeos musicais
| Ano  | Título                          | Duração |
| ---- | ------------------------------- | ------- |
| 2016 | "Hide&Seek" (숨바꼭질)          | 4:40    |
| 2016 | "Cat's Eye" (장화 신은 고양이)  | 3:00    |
| 2016 | "Breathless" (솜가빠)           | 3:34    |
| 2016 | "Confession" (고백)             | 4:03    |
| 2017 | "YOU & ME (Thanks AROHA)"       | 3:31    |
| 2017 | "Baby"                          | 3:45    |
| 2017 | "Crazy Sexy Cool" (니가 불어와) | 4:59    |

### Aparições em videoclipes
| Ano  | Título     | Artista     | Integrante |
| ---- | ---------- | ----------- | ---------- |
| 2006 | Balloons   | TVXQ        | Moonbin    |
| 2017 | Mysterious | Hello Venus | Cha Eunwoo |